# Barygenys cheesmanae
Espèce
Statut de conservation UICN

 DD  : Données insuffisantes
Barygenys cheesmanae est une espèce d'amphibiens de la famille des Microhylidae.

## Répartition
Cette espèce est endémique de Papouasie-Nouvelle-Guinée. Son aire de répartition concerne uniquement le mont Tafa, dans la pointe Sud-Est du pays. Elle est présente entre 2 070 et 2 590 m d'altitude,.

## Étymologie
Cette espèce est nommée en l'honneur de Lucy Evelyn Cheesman (1881–1969).

## Publication originale
- Parker, 1936 : A collection of reptiles and amphibians from the mountains of British New Guinea. Annals and Magazine of Natural History, sér. 10, vol. 17, p. 66–93.